# Iloilo (provins)

Provinsens läge i Filippinerna

Iloilo är en provins i Filippinerna. Den är belägen i regionen Västra Visayas och har 2 164 500 invånare (2006) på en yta av 4 719 km². Administrativ huvudort är Iloilo City.
Provinsen är indelad i 42 kommuner och 2 städer. Större städer och orter är Iloilo City, Oton och Passi.